# Stalin, Man of History
Stalin, Man of History (en français : Staline, Homme de l'Histoire) est un livre écrit en anglais par l'historien Ian Grey et publié en 1979 chez l'éditeur londonien Weinfeld & Nicolson (republié en 1982 chez Abacus). Il s'agit d'une biographie de Joseph Staline dont l'objectif affiché est de s'affranchir de la tendance historiographique alors dominante, consistant à réduire la vie de Staline et son œuvre à une litanie de ses crimes et méfaits. Cette réduction est critiquée comme ne faisant qu'interdire une réelle compréhension de la vie de Staline et de l'histoire de l'URSS concomitante. À ce titre, on peut sans doute inscrire ce travail dans le courant dit révisionniste de l'école anglo-saxonne de soviétologie. 

## Chapitres du livre
Le livre est organisé en 31 chapitres, précédés d'un prologue :
- Prologue : La tradition russe
- Les premières années, 1879--88
- L'écolier géorgien, 1888--94
- Le séminariste, 1894--99
- Koba le révolutionnaire, 1899--1902
- Batum, prison, et exil, 1902--4
- Avancées vers la révolution, 1904--5
- La révolution en retrait, 1905--12
- Fin du chapitre caucasien, 1907--12
- Staline apparaît, 1912--13
- Le dernier exil, 1913--17
- 1917
- Brest-Litovsk, 1918
- La Guerre civile 1918-1920
- Une nouvelle ère commence, 1920
- Le déclin de Lénine, 1921--22
- Les derniers mois de Lénine
- Le testament de Lénine
- L'opposition écartée, 1924--27
- Le leader apparaît, 1926--29
- Le nouveau leader, 1929--34
- La nouvelle révolution, 1928--34
- La terreur, 1934--39
- Préludes à la guerre, 1939--41
- Les mois du désastre, juin 1941--novembre 1942
- Le rétablissement russe, novembre 1942--décembre 1943
- La conférence de Téhéran, 28 novembre--1er décembre 1943
- L'avancée en Allemagne, 14 janvier 1944--9 mai 1945
- La trahison de Potsdam et la fin de la Grande Alliance, juillet 1945--mars 1946
- Le grand retour, 1946--53
- La mort, 5 mars 1953